# کوتاه‌کننده نشانی اینترنتی گوگل
کوتاه‌کننده نشانی اینترنتی گوگل (به انگلیسی: Google URL shortner) که با نام goo.gl نیز شناخته می‌شود، یک سرویس کوتاه‌کننده نشانی اینترنتی است که متعلق به گوگل می‌باشد؛ که در دسامبر ۲۰۰۹ راه اندازی شد و در ابتدا برای نوار ابزار گوگل و فیدبرنر استفاده شد. این شرکت در سپتامبر ۲۰۱۰ یک وب سایت جداگانه به نام goo.gl راه اندازی کرد.
این سرویس از ۱۳ آوریل ۲۰۱۸ کاربران جدید را نمی پذیرد و در ۳۰ مارس ۲۰۱۹ گوگل این سرویس را برای کاربران فعلی‌اش متوقف کرد. پیوند های کوتاه کننده ای که قبلا ایجاد شده بودند، همچنان به مقصد اصلی خود هدایت می شوند.  
اما فایربیس جایگزین این سرویس شد. ولی پیوند های موجود به طور خودکار به پیوند های پویا تبدیل نشدند.